# Gustave Michel
Gustave Michel, eigentlich Gustave Frédéric Olympe Michel, (* 28. September 1851 in Paris; † 23. März 1924 ebenda) war ein französischer Bildhauer und Medailleur.

## Leben
Michel stammte aus einfachen Verhältnissen. Bereits während der Schulzeit erkannte man sein künstlerisches Talent und mit Unterstützung seiner Lehrer wurde er an der École des Beaux-Arts (EBA) als Schüler angenommen. Meistenteils wurde er vom Bildhauer François Jouffroy unterrichtet; einer seiner Mitschüler war dabei Per Hasselberg.
Michel wurde 1875 erstmalig eingeladen, an der großen Ausstellung, dem Salon de Paris, teilzunehmen. Seinen künstlerischen Durchbruch hatte er 1886. Er schuf im Auftrag der Stadt Paris eine Circé, die für den Square des Batignolles (17. Arrondissement) bestimmt war.
Als sich 1881 die Société des Artistes Français (SAF) gründete, wurde Michel eines der ersten Mitglieder. Neben seiner regelmäßigen Teilnahme beim „Salon“ war er auch bei allen wichtigen Ausstellungen der SAF zu sehen. Zum hundertsten Geburtstag der Revolution präsentierte Michel 1889 der Öffentlichkeit das Denkmal La gloire de la révolution française. Mit kleinen Abweichungen in der Ausführung konnte er dieses Denkmal in den nächsten Jahren an mehrere Gemeinden und Städte verkaufen.
Bedingt durch seinen Erfolg ließ Michel auch viele seiner Werke in kleinen Auflagen als Miniaturen anfertigen: in Bronze von der Firma Susse Frères und in Porzellan von der Firma Manufacture Sèvres.
Im Frühjahr 1924 starb Michel in Paris und fand dort auch seine letzte Ruhestätte.

„Michel war einer der berühmtesten Bildhauer am Anfang des 20. Jahrhunderts“

## Ehrungen
- 5. Februar 1897 Ritter der Ehrenlegion
- 22. Juli 1905 Offizier der Ehrenlegion

## Werke (Auswahl)
Brücken
- 1900 Reliefgruppe La France moderne für den Pont Alexandre III
- 1905 Figurengruppen Les nautes und Les forgeries für den Pont de Bir-Hakeim

Denkmäler
- 1890 La Republique[2] für Châtellerault (Département Vienne)
- 1892 Le Republique für Cusset (Département Allier)
- 1894 La Republique für Jonzac (Département Charente-Maritime)
- 1895 La Republique für Saint-Pons-de-Thomières (Département Hérault)

- 1908 Denkmal des Pädagogen Eugène Manuel (Lycée Janson de Sailly, Paris)
- um 1909 Denkmal des Juristen Jean-Marie Faynot (Mausoleum auf dem Friedhof von Bourgogne, Département Marne)
- 1910 Denkmal des Politikers Jules Ferry (Jardin des Tuileries, Paris)

Medaillen
- 1924 Gedenkmedaille anlässlich der Ruhrbesetzung

Skulpturen
- Dans le rêve.
- Coupe aux Tritons.
- Le pensée.
- Fortune.
- Allégorie de l’automne.